# Solanus Casey
Solanus Casey (* 15. November 1870 in Oak Grove, Pierce County (Wisconsin), USA als Bernard Francis Casey; † 31. Juli 1957 in Detroit, Michigan) war ein römisch-katholischer Ordenspriester und Kapuziner. Casey wurde als spiritueller Berater sowie Krankenseelsorger bekannt und am 18. November 2017 seliggesprochen.

## Leben

### Kindheit und Ausbildung
Bernard Francis Casey wurde am 15. November 1870 auf einer Farm in Oak Grove als sechstes von 16 Kindern der irischen Immigranten Bernhard James Casey und Ellen (geb. Murphy) geboren. Seine Eltern lernten sich in Biddeford in Maine kennen und heirateten am 6. Oktober 1863, nachdem beide Irland aufgrund der Großen Hungersnot verlassen hatten. Casey wuchs mit seiner Familie in einer 4 mal 10 Meter großen Blockhütte auf und durchlief in seiner Kindheit die genuin irisch-katholische Sozialisierung. Er wurde am 18. Dezember 1870 getauft.
1878 starben zwei seiner Schwestern an Diphtherie. Er selbst überlebte die Infektionskrankheit, die jedoch seine Stimmbänder beschädigte, sodass er nur sehr hoch und mit dünner Stimme sprechen konnte. Seine Familie übersiedelte später nach Hudson, Wisconsin. 1878 besuchte er die Schule in Saint Mary’s, musste sie aber im Oktober 1882 verlassen, nachdem die Familie nach Burkhardt, St. Croix County umzog. 1887 zwangen Missernten am Hof der Eltern Casey verschiedene Arbeitsstellen in Minnesota anzunehmen. Er verdingte sich als Holzflößer, in einer Ziegelei und als Hilfswärter in einem bundesstaatlichen Gefängnis in Minnesota, wo er auf inhaftierte Mitglieder der James-Younger-Gang stieß. Während dieser Zeit plante Casey eine Familie zu gründen, wenngleich er auch den Gedanken erwog, Priester zu werden. Indes er als Straßenbahnfahrer in Stillwater bzw. Superior arbeitete, wurde er Zeuge eines brutalen Frauenmordes auf offener Straße durch einen betrunkenen Matrosen. Von diesem Erlebnis geschockt, intensivierte Casey seine Berufungsfrage, die er unter anderem als Reaktion auf den sozial-religiösen Verfall seiner Zeit verstand.
Im Januar 1891 erfolgte die Inskription im Saint Francis High School Seminary, dem Bischöflichen Knabenseminar des Erzbistums Milwaukee und ersten Anlaufpunkt für Priesterseminaristen. Seiner Entschlossenheit stand jedoch eine fehlende Schulausbildung entgegen, zumal in den Klassen in deutscher und lateinischer Sprache unterrichtet wurde. Aus diesem Grund legte ihm die Schulleitung nahe, in einer Ordensgemeinschaft das Priestertum anzustreben. Casey verfasste Aufnahmegesuche an den Kapuzinerkonvent St. Bonaventura in Detroit sowie an die Franziskaner-Provinz und legte am 8. Dezember 1896 ein privates Keuschheitsgelübde ab. Vor einer Marienstatue verweilend vernahm Casey die Worte er solle nach Detroit gehen.

### Ordensleben und Seelsorge
Am 24. Dezember 1896 traf Casey im Konvent St. Bonaventura der Kapuziner in Detroit ein. Die Aufnahme in das Noviziat erfolgte am 14. Januar 1897 unter dem Ordensnamen Francis Solanus, nach dem heiligen Francisco Sánchez Solano Jiménez, einem spanischen Missionar des 16. Jahrhunderts. Nach seiner Profess am 21. Juli 1898 und weiteren Schwierigkeiten akademischer Natur, empfing Casey am 24. Juli 1904 die Priesterweihe durch Erzbischof Sebastian Gebhard Messmer in der Saint Francis of Assisi Church in Milwaukee. Wegen seiner mangelhaften theologischen Ausbildung entschieden sich seine Oberen für eine Weihe zum Simplexpriester. Aus diesem Grund hatte Casey weder eine Beichtjurisdiktion noch die Erlaubnis, zu predigen. Seine Primizmesse feierte er am 31. Juli 1904 in Appletown, in Anwesenheit seiner Familie, die er acht Jahre nicht gesehen hatte.
Dem apostolischen Engagement der Kapuziner folgend wurde Casey nach der Priesterweihe in verschiedene Konvente des Bundesstaates New York entsandt. Zwischen 1904 und 1918 wirkte er im Konvent Sacred Heart in Yonkers als Küster. Mit seiner 1906 übertragenen Aufgabe an der Klosterpforte entwickelte sich sein Arbeitsplatz zur Anlaufstelle für hilfesuchende Menschen und ihre Gebetsbitten. Hier sollen sich auch erste Heilungen durch Caseys Gebet zugetragen haben. Im Juli 1918 wurde Casey in die Pfarren Our Lady of Sorrows und am 25. Oktober 1921 in die Gemeinde Our Lady Queen of Angels in New York City versetzt. Zeitweilig wirkte er auch an der St. John the Baptist Church in Manhattan. Nach weiteren angeblichen Heilungen dokumentierte er auf Bitten seines Provinzials alle ungewöhnlichen Ereignisse; sein Nachlass umfasst sieben Notizbücher mit „Aufzeichnungen über besondere Fälle“.
Von 1925 bis 1945 lebte Casey wieder im Konvent St. Bonaventura in Detroit, wo er hauptsächlich das Amt des Pförtners bekleidete und die gesellschaftlichen Auswirkungen der Weltwirtschaftskrise erlebte. Auch hier entwickelte sich die Klosterpforte zur Anlaufstelle Hilfesuchender und Kranker, für die Casey Krankengottesdienste feierte. Seine Bekanntheit steigerte sich als  genesene Personen Casey maßgeblich mit ihren Heilungen in Verbindung brachten. 1929 war Casey in St. Bonaventura an der Gründung der Kapuzinersuppenküche beteiligt. Sie sollte die Armen von Detroit während der Weltwirtschaftskrise mit Lebensmitteln versorgen, ist aber noch heute in Betrieb und serviert 60.000 Mahlzeiten pro Monat.

### Krankheit und Tod
Um seine angeschlagene Gesundheit zu entlasten, wurde Casey 1945 zunächst in die Pfarre St. Michael in Brooklyn, sodann am 25. April 1946 in das Kapuziner-Noviziat St. Felix in Huntington, Indiana versetzt. Hier feierte er am 25. Januar 1947 sein Goldenes Ordensjubiläum. 1956 wurde bei Casey Erysipel bzw. Schuppenflechte diagnostiziert, die nicht mehr zu behandeln war, sodass eine Amputation der Gliedmaßen erwogen, aber nicht vollzogen wurde. Am 2. Juli 1957 musste Casey ins St. John Hospital in Detroit eingeliefert werden. Er starb am 31. Juli 1957 an bakterieller Infektion infolge der Erysipel. Zur Aufbahrung und Beerdigung auf dem Friedhof seines Klosters in Detroit versammelten sich circa 20.000 Personen.

## Verehrung

### Exhumierung
Am 8. Juli 1987 wurden seine sterblichen Überreste exhumiert und in der Klosterkirche St. Bonaventura neu beigesetzt. Dabei stellte man fest, dass seine Überreste bis auf leichte Zersetzungen an den Ellbogen unversehrt geblieben waren. Zur Entnahme von Reliquien erfolgte am 1. August 2017 eine weitere Exhumierung und die anschließende Beisetzung des Sarges unter einer Glasscheibe.

### Seligsprechung
Im Jahr 1983 begann der Seligsprechungsprozess für Casey mit der Befragung von Zeugen und Erstellung erster Unterlagen. Postulator war sein Ordensbruder Carlo Calloni; Vizepostulator Edward Foley. Die diözesanen Untersuchungen wurden am 26. Oktober 1986 initiiert und am 18. Januar 2015 abgeschlossen. Am 11. Juli 1995 sprach Papst Johannes Paul II. Casey den heroischen Tugendgrad zu, eine Vorstufe zur Seligsprechung. Am 12. Oktober 2015 folgte die Anerkennung des für die Seligsprechung notwendigen Wunders, das sich 2012 an Paula Medina Zarate, einer pensionierten Lehrerin aus Panama im St. Bonaventura Kloster ereignet haben soll. Zarate sei dabei von ihrer inkurablen genetischen Ichthyose geheilt worden. Papst Johannes Paul II. anerkannte das Wunder mit Dekret vom 4. Mai 2017. Am 18. November 2017 wurde Solanus durch Kardinal Angelo Amato auf dem Ford Field in Detroit im Beisein von 60.000 Menschen seliggesprochen.
Seit 1960 pflegt die Fr. Solanus Guild das Andenken und die Verehrung von Casey. Das Grab von Solanus Casey sowie das angrenzende Solanus Casey Center wird jährlich von 250.000 Besuchern frequentiert.